# Трънкинг
Терминът „trunking“ в телекомуникациите описва процеса на избиране на един свободен комуникационен път от много възможни.

## История
Терминът „trunking“ се използва от около столетие в телефонната индустрия. Той се базира на твърдението, че ако 100 абоната споделят една и съща комуникационна мрежа, то най-вероятно само 10 от тях ще използват мрежата в даден момент. Следователно не е необходимо да се монтират 100 линии, които да обслужат стоте абонати, а само 10 ще бъдат достатъчни за добра работа.
Наземните мобилни трънкинг радио системи излизат в началото на 80-те години на миналия век и също се базират на по-горното твърдение. Като „трънква“ (обединява) заедно групи от честоти (честотни канали), комуникационната мрежа може да обслужи голям брой потребители. Много често те се наричат и 800 Mhz-ви системи, защото често работят в този честотен диапазон, въпреки че 400 MHz също не е необичайна честота за тях.
„trunk“ е такава радио система, използваща се за увеличаване на капацитета на двупосочната (дуплексна) радио система, която организира потребителите в логически разговорни групи, вместо да им дава отделни радио честоти. Потребителските радио устройства изпращат информационните пакети към компютър, работещ на определени честоти, който често се нарича контролер. Той приема заявките на специфичната група. Контролерът изпраща цифров сигнал към всички радиа, наблюдавайки разговорната група и инструктира радиоустройствата автоматично да превключат честотите си по време на предаването. След като абонатът приключи с говоренето, потребителските устройства се връщат към следенето на контролния канал за допълнителни инструкции.
Тези особености позволяват няколко групи абонати да използват малко на брой радио честоти, без да си чуват разговорите взаимно.

## Предимства
1. Ефикасност

2. Конфиденциалност

3. Избирателни повиквания
Основните предимства на която и да е трънкинг радио система накратко са:
- Автоматично избиране на свободен канал – в конвеционалните радио системи потребителят може да има достъп само до един, точно определен канал. С регулиране от FCC (Федералната комисия по комуникации на САЩ), ако потребителят иска да направи обаждане, той трябва първо да прегледа дали каналът е свободен. Ако каналът е зает, той трябва да продължи да го наблюдава, докато се освободи. При тези системи избирането на канала е автоматично. Когато абонатът инициализира повикване, системата следи каналите електронно и избира един чист (незает) канал от много възможни.
- Неприкосновеност на канала – обикновено в този тип системи другите потребители могат лесно да подслушат останалите разговори. Всъщност, наблюдаването на канала е задължително според FCC, както е казано по-горе. В трънк система обаче, другите абонати не могат да слушат останалите разговори. Потребителското радио може само да се присъедини към разговора, след изрично разрешение от трънкинг контролера.
- Недостъпност на канала – в обикновените радио мрежи потребителят може да „прескочи“ в канала по средата на друг разговор и по този начин да прекъсне разговора. В трънкинг системите напротив — след като каналът един път е бил избран, то той става недостъпен за другите докато продължава разговорът. Другите абонати не могат да прекъснат или да се намесят в него.
- Избирателно повикване – в повечето конвенционални радио системи избирателното повикване е твърде скъпа допълнителна опция, или въобще е невъзможна. В противовес на това някои трънк системи предлагат обширна такава услуга, включена в стандартното оборудване. Това означава, че потребителите могат да избират различни групи или конкретно хора в системата. На всеки абонат се присъжда уникален идентификатор и един или няколко групови такива. Тези кодове могат свободно да бъдат набрани от останалите потребители на системата.

Централизирана трънкинг система е такава, при която се използват обособени специални контролни канали за комуникация между устройствата и повторителите. При тях радио апаратите наблюдават непрекъснато този контролен канал за подаването на инструкция за заемането му. Когато се инициализира групово повикване, контролерът препредава инструкцията, казвайки на абонатите в групата да превключат на разговорния канал за този разговор. Така, „мозъкът“ на системата са контролерите на повторителите. Основният недостатък тук е необходимостта от допълнителни честоти за тези контролни канали. За да се избегне това, се разработват децентрализираните системи от този тип, които се наричат още трънкинг системи със сканиране. Типичен пример за това са системите от вида SmarTrunkII. Тъй като схемите за определяне на каналите се намират в мобилните радио устройства, децентрализираните системи могат да изградят връзки с конвенционални абонати на едни и същи канали. Когато се инициализира повикване от мобилния абонат, заемането на канала се определя от логиката, която е в самия него, не от контролера. Така че, ако каналът е зает, устройството ще го приеме за такъв, или ще избере някой друг, свободен. Предимствата на децентрализираната трънкинг система могат да се обобщят така:
- Не изискват допълнителни контролни канали
- Децентрализираните трънкинг системи винаги са „легални“, тъй като използват 800MHz-ия честотен диапазон. Напълно съответстват на препоръките на FCC за наблюдаване на канала преди предаване, и не инициализират канали за системен контрол, които биха могли да се използват за пренос на полезна информация.
- Те са по-евтини, тъй като трънкинг контролерите и необходимото мобилно радио оборудване се купуват в комплект.
- Изискват по-малко време за обучение на работещите с тях, с което по-бързо могат да влязат в употреба.